# Kirche der Agia Ekaterini (Thessaloniki)

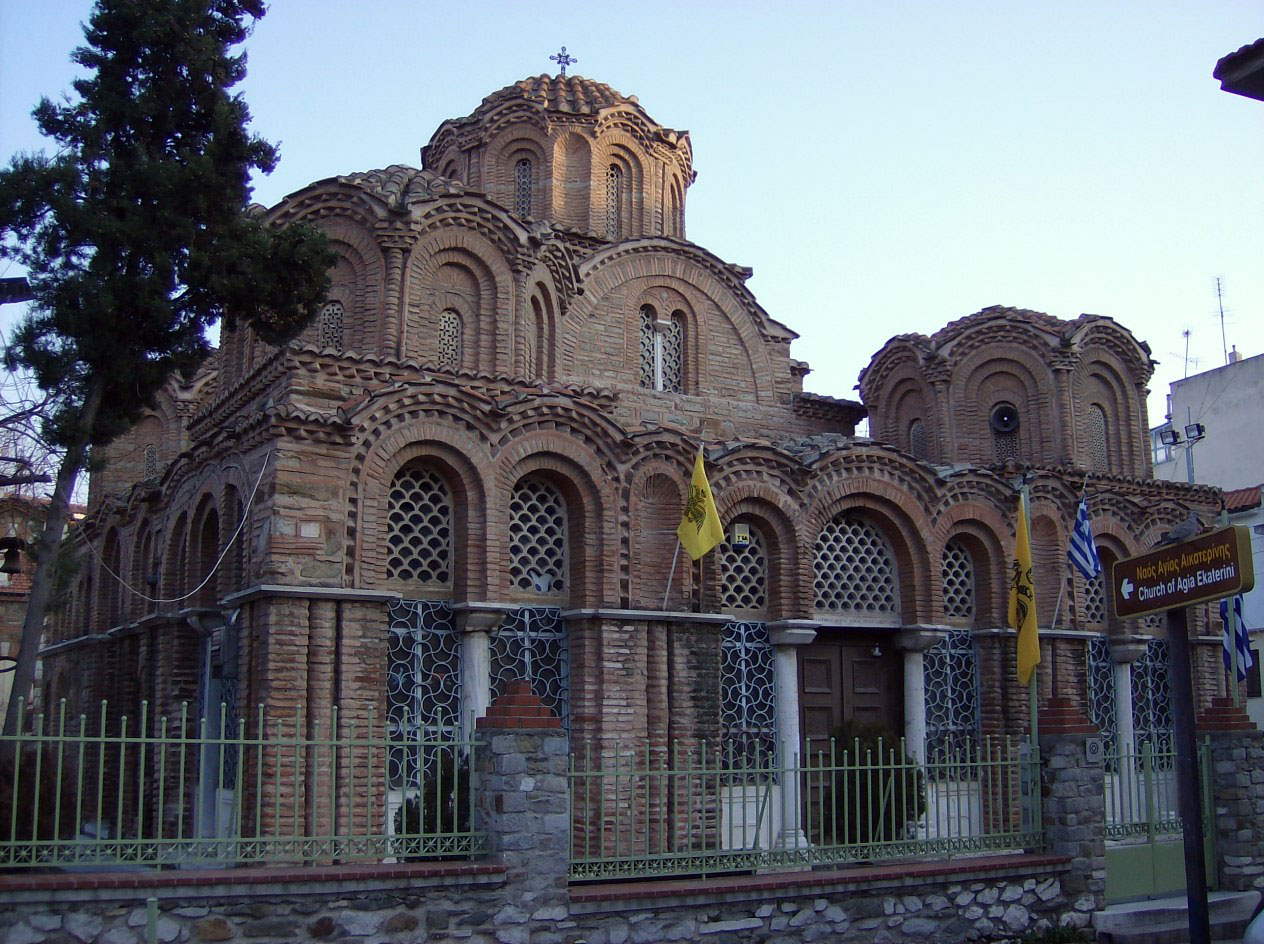
Die Kirche Agia Ekaterini

Die Kirche Agia Ekaterini (Katharinenkirche) in Thessaloniki (griechisch Αγία Αικατερίνη) ist eine byzantinische Kirche aus dem späten 13. Jahrhundert. Sie liegt im Nordwestteil der Oberstadt nördlich der Olimpiados-Straße und nicht weit von der byzantinischen Stadtmauer und ist seit 1988 Teil des UNESCO-Welterbes (Frühchristliche und byzantinische Bauten in Thessaloniki).

## Geschichte
Die Kirche, zu deren Geschichte es kaum urkundliche Belege gibt, dürfte ursprünglich eine Klosterkirche gewesen sein; teilweise wird angenommen, dass es sich um die Hauptkirche des Christós-Pantodýnamos-Klosters handelt. Unter Sultan Bayezid II. wurde sie in eine Moschee (Yakub Paşa Camii) umgewandelt. Eine Restaurierung erfolgte von 1947 bis 1951.

## Bau
Die Kirche ist eine Kreuzkuppelkirche mit einer Zentralkuppel über vier Säulen und siebenseitigem Tambour und vier Nebenkuppeln über den Ecken der dreiseitig umlaufenden Nebenschiffe. Die äußere Vorhalle fehlt anders als bei der Apostelkirche. Die Kirche ist ein frühes Beispiel „für die durch viele Kuppeln plastisch bewegte Außengestalt byzantinischer Kirchen“. Der Außenbau ist durch Ziegelwerk reich verziert. Die Horizontale wird durch ein Marmorgesims betont.

## Ausstattung
Der Freskenschmuck, der auf die Zeit um 1315 datiert wird, ist fragmentarisch erhalten. Dargestellt sind Kirchenväter und die Apostelkommunion, Propheten, Heilige und Engel sowie Wunder Christi. Der Pantokrator ist zerstört.